# Mammolo
Le mammolo est un cépage rouge d'Italie.

## Origine et répartition géographique
Il est classé recommandé dans les provinces Grosseto et Sienne et autorisé dans les provinces Florence, Lucques et Pistoia  de la  région Toscane. En 1998, il couvrait 60 ha.
Il entre dans la composition du Chianti à hauteur de 5 à 10 % avec le Sangiovese et le Canaiolo. Il fait partie de l'encépagement du Vino Nobile di Montepulciano.
Il y est apprécié pour son parfum de violettes dans le vin (la mammola  est une variété de violette).
Ce serait aussi le même cépage que le sciaccarello, utilisé en Corse. 
Il y aurait eu aussi un mammolo bianco, cépage blanc.

## Caractères ampélographiques
- Extrémité du jeune rameau cotonneux blanc à liseré carminé.
- Jeunes feuilles duveteuses, blanc jaunâtre à reflets bronzés.
- Feuilles adultes, à cinq lobes avec des sinus supérieurs en massue, un sinus pétiolaire en lyre étroite ou fermé, des dents anguleuses, étroites, en deux séries, un limbe aranéeux.

## Aptitudes culturales
La maturité est de troisième époque tardive: 35 jours après le chasselas.

## Potentiel technologique
Les grappes sont moyennes et les baies sont de taille moyenne. La grappe est cylindrique, allongé et moyennement compacte. Les baies sont grosses, elliptiques, croquantes. 

## Synonymes
Le mammolo est connu sous les noms de fegeri, mammola ascuitta, mammoli, mammolo asciutto, mammolo di Montepulciano, mammolo nero,  mammolo serrato, mammolone di Lucca et sciaccarello.